# Eugen Ott (generał)
Eugen Ott (ur. 20 maja 1890 w Sinzig, zm. 11 sierpnia 1966 w Schäftlarn) – niemiecki dowódca wojskowy z czasów II wojny światowej w stopniu generała piechoty.
Podczas kampanii wrześniowej dowódca 7. Dywizji Piechoty Grupy Armii „Południe”, która wkroczyła do Polski w rejonie Beskidu Śląskiego i Żywieckiego. Dowodził jednostkami niemieckimi w bitwie pod Węgierską Górką. W 1941 roku awansowany do stopnia generała piechoty. 25 grudnia 1942 roku odznaczony Krzyżem Żelaznym.